# Théodore Michel
Théodore Michel war ein luxemburgischer Schwimmer.

## Karriere
Michel nahm 1920 an den Olympischen Spielen in Antwerpen teil. Hier erreichte er im Wettbewerb über 200 m Brust als Vierter seines Vorlaufs das Halbfinale nicht.